# Wspólnota administracyjna Altenstadt (powiat Neu-Ulm)
Wspólnota administracyjna Altenstadt – wspólnota administracyjna (niem. Verwaltungsgemeinschaft) w Niemczech, w kraju związkowym Bawaria, w rejencji Szwabia, w regionie Donau-Iller, w powiecie Neu-Ulm. Siedziba wspólnoty znajduje się w miejscowości Altenstadt.
Wspólnota administracyjna zrzesza dwie gminy targowe (Markt) oraz jedną gminę wiejską (Gemeinde): 
- Altenstadt, gmina targowa, 4 956 mieszkańców, 31,30 km²
- Kellmünz an der Iller, gmina targowa, 1 355 mieszkańców, 8,52 km²
- Osterberg, 843 mieszkańców, 13,79 km²